# Atterrissage train rentré
 (mai 2020).
Si vous disposez d'ouvrages ou d'articles de référence ou si vous connaissez des sites web de qualité traitant du thème abordé ici, merci de compléter l'article en donnant les références utiles à sa vérifiabilité et en les liant à la section « Notes et références ».

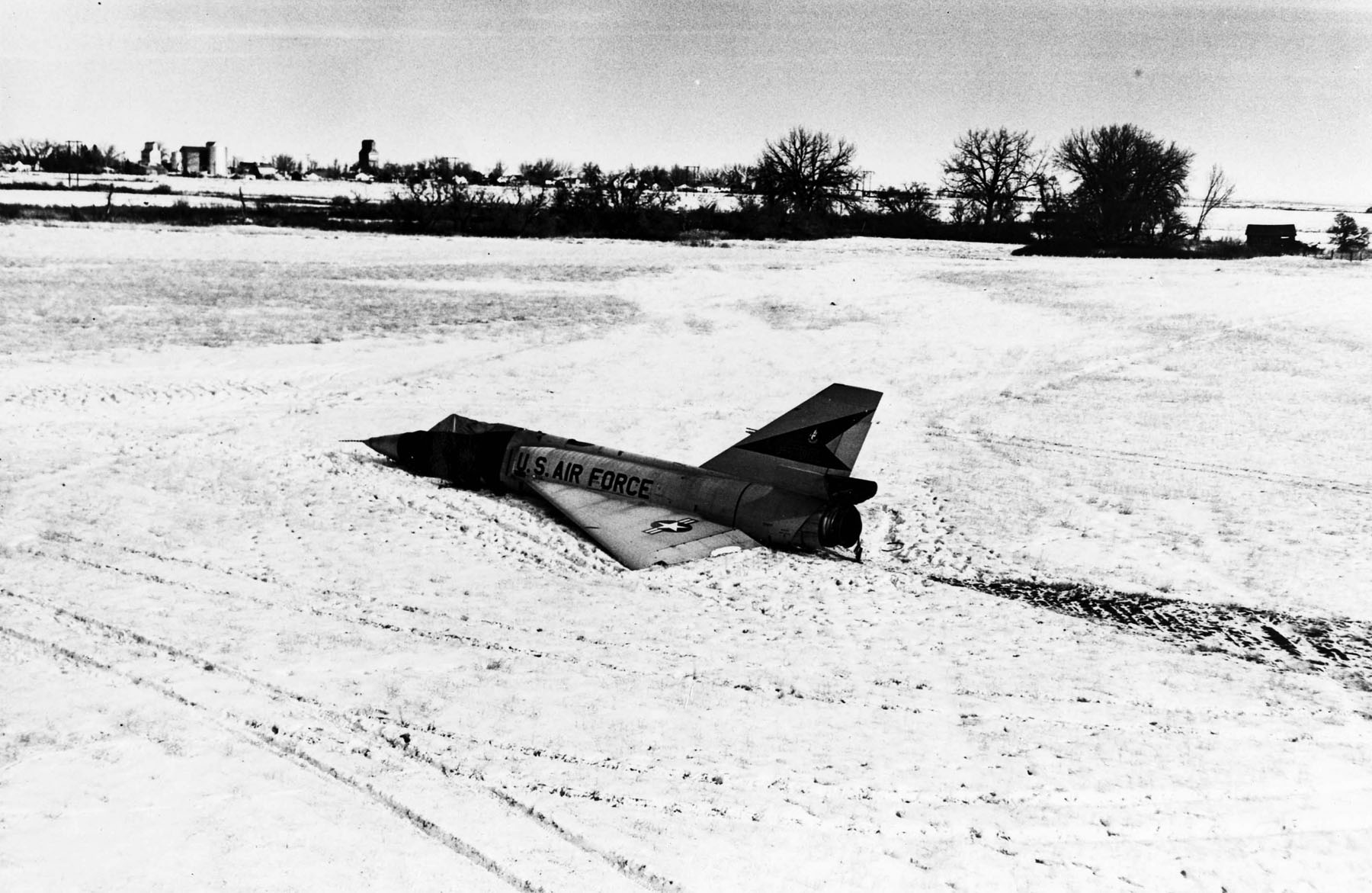
Atterrissage sur le ventre d'un Convair F-106 Delta Dart, le Cornfield Bomber.

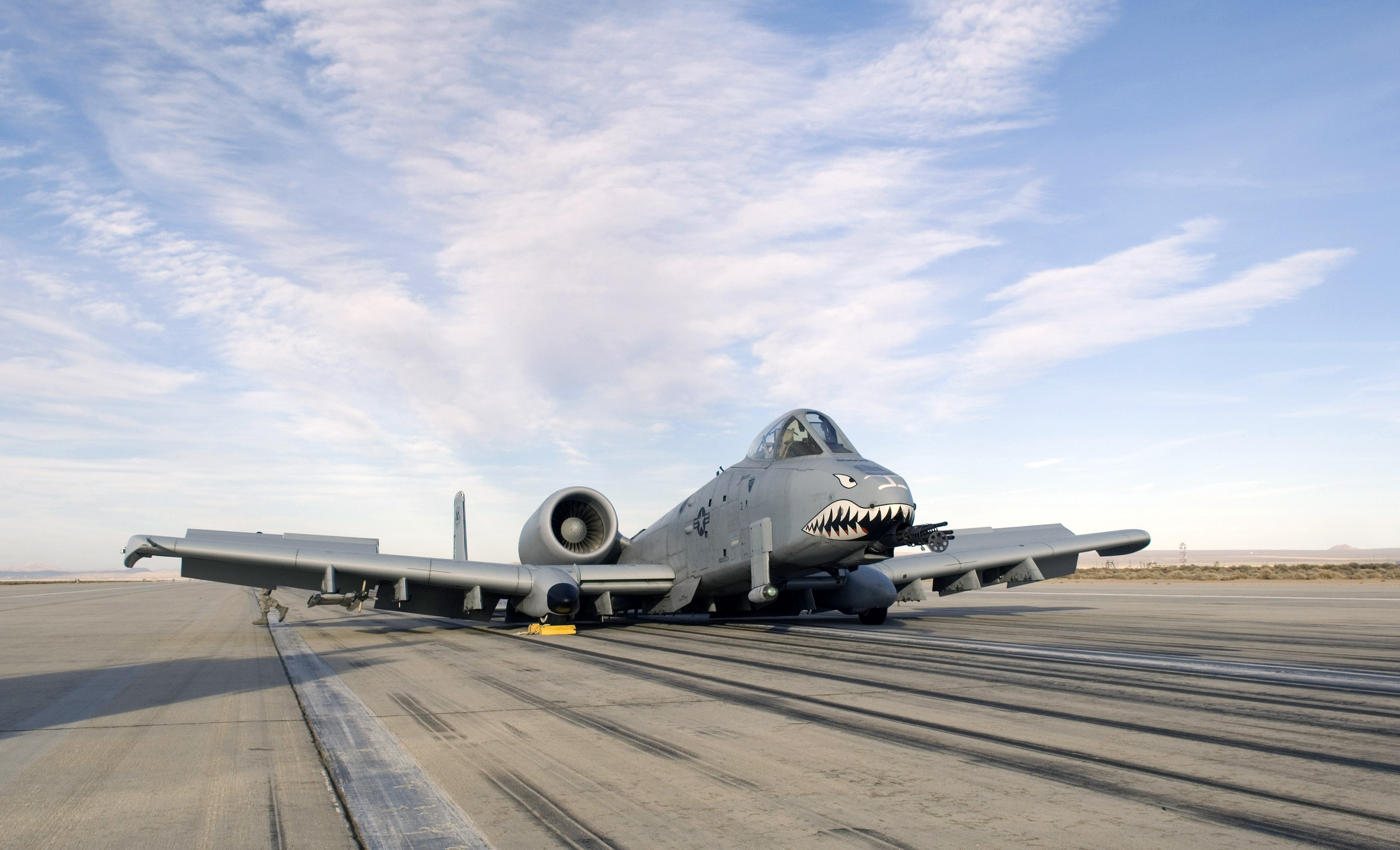
Atterrissage sur le ventre d'un Fairchild A-10 Thunderbolt II.

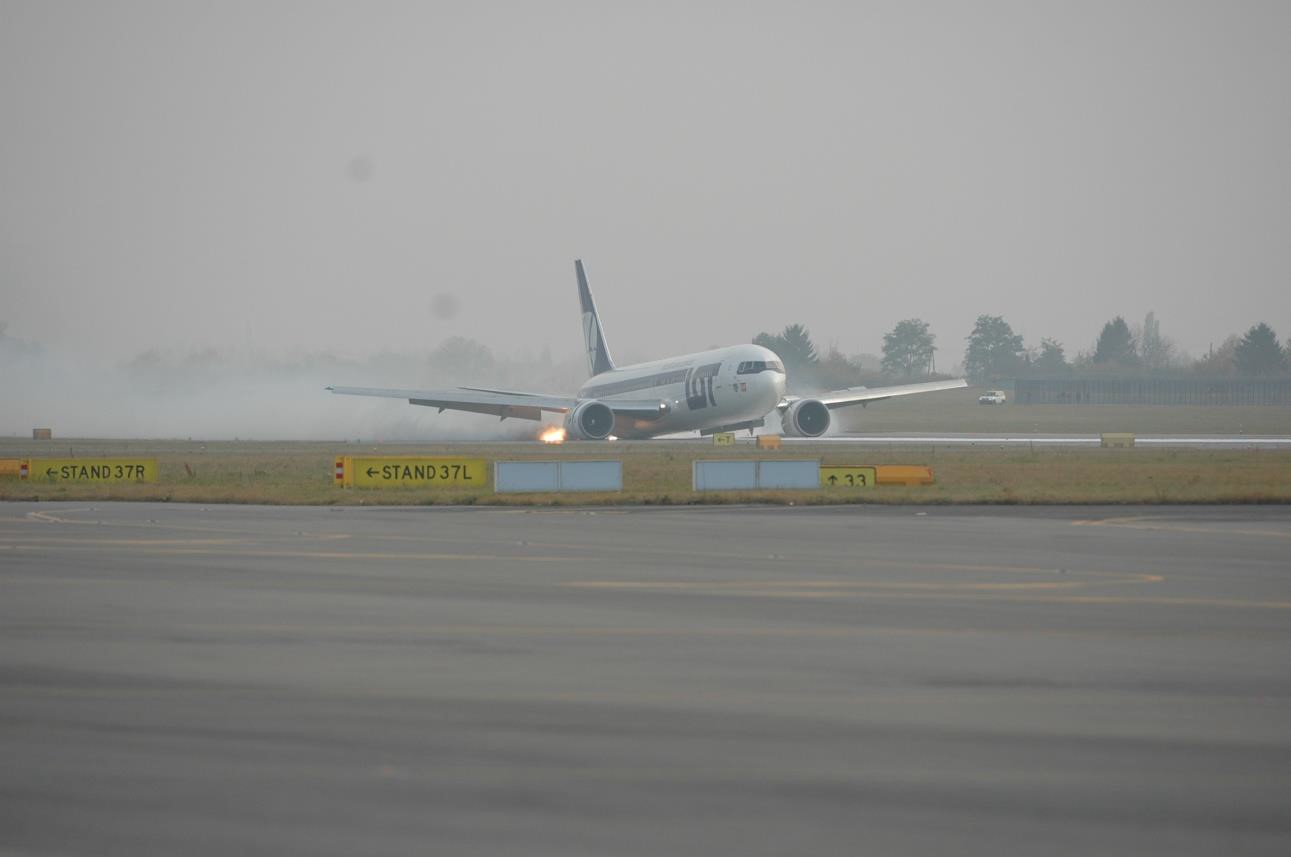
Atterrissage sur le ventre d'un Boeing 767 de la compagnie LOT Polish Airlines en 2011.

Un atterrissage train rentré est un atterrissage sur le ventre d'un aéronef dont le train d'atterrissage rétractable n'a pas été déployé.
L'atterrissage train rentré peut se produire lorsque le pilote a oublié de sortir le train. Un tel oubli est devenu rare, parce que les procédures prévoient une ou plusieurs vérifications (voyants train sorti, signal sonore, annonce radio ou vérification croisée par l'autre pilote. De plus, sur la plupart des avions, des alarmes se déclenchent lorsque l'avion est sur le point d'atterrir sans que le train soit entièrement sorti et verrouillé, laissant la possibilité au pilote d'interrompre l'atterrissage et de remettre les gaz.
L'atterrissage train rentré peut aussi se produire lorsque l'atterrisseur n'a pas pu être sorti en raison d'un problème mécanique de l'avion. En mode normal, la sortie est généralement assurée par un vérin ; si celui-ci ne fonctionne pas (en cas de panne hydraulique par exemple), le train peut encore être sorti en mode secours, généralement par gravité. L'atterrissage est effectué train rentré si le train reste rentré malgré tout, ou en cas de sortie dissymétrique, ou volontairement lors d'un atterrissage d'urgence sur un sol meuble ou sur l'eau.
Le but de la manœuvre est de limiter les dommages à l'appareil tout en mettant et maintenant une surface lisse en contact avec le sol, pour faciliter une glisse relativement propre. Lorsque les services de secours de l'aéroport d'arrivée sont prévenus par le pilote de l'avion (s'il n'obtient pas les « trois vertes » lui confirmant le verrouillage des trains par exemple), il arrive qu'ils pulvérisent un énorme matelas de mousse sur la piste pour que l'appareil ne prenne pas feu à cause des frottements de sa carlingue sur le bitume de la piste.
Sur les avions amphibies, l'amerrissage se fait avec le train d'atterrissage terrestre rentré, sur des flotteurs ou sur le ventre, selon le type d'hydravion, mais il s'agit d'une procédure normale. Seul l'amerrissage d'un aéronef terrestre présente le caractère d'urgence. Il se fait le plus souvent train rentré, sauf si le manuel de vol de l'appareil prévoit que le train soit sorti (c'est le cas généralement des planeurs à train monotrace).